# Boris Berezovskij (pianist)
Boris Vadimovitj Berezovskij (Бори́с Вади́мович Березо́вский), född 4 januari 1969 i Moskva, är en rysk pianist.
Berezovskij studerade vid Moskvakonservatoriet för Eliso Virsaladze och senare för Alexander Satz i Graz. Efter hans internationella debut i London 1988, beskrevs han av The Times som "en exceptionellt lovande artist, en pianist med bländande virtuositet och formidabel kraft." Två år senare vann han guldmedaljen i 1990 års upplaga av Internationella Tjajkovskijtävlingen i Moskva.
Berezovskijs dotter från sitt första äktenskap, Evelina Berezovskaja (född 1991), är också pianist. Han bor för närvarande i Bryssel med sin andra hustru och sin son (född 2005).